# Bank Junction
Bank Junction is een grote kruising van negen straten in de City of London, het historische en financiële centrum van Londen. De kruising is vernoemd naar de Bank of England, die naast de kruising is gehuisvest. Onder de kruising ligt het metrostation Bank. 

## Straten
De volgende straten kruisen op de kruising: 
- Threadneedle Street (noordoost, richting Bishopsgate)
- Cornhill (oost, richting Leadenhall Street)
- Lombard Street (zuidoost, richting Gracechurch Street)
- Mansion House Place (zuid, ten oosten van Mansion House)
- Walbrook (zuid, richting Cannon Street)
- Queen Victoria Street (zuidwest, richting Blackfriars)
- Poultry (west, richting Cheapside)
- Mansion House Street (west, eigenlijk onderdeel van Bank Junction)
- Princes Street (noordwest, richting Moorgate)

King William Street begint net ten zuiden van Bank Junction, als zijstraat van Lombard Street.

## Bezienswaardigheden
Aan de noordoostkant van Bank Junction staat het gebouw van de Bank of England, aan de Threadneedle Street sinds 1734. Ertegenover, tussen Threadneedle Street en Cornhill, staat de Royal Exchange, tegenwoordig een winkelcentrum. 
Voor de Royal Exchange staat sinds 1844 een standbeeld van Arthur Wellesley, de 1e hertog van Wellington. Daarnaast is hier ook een oorlogsmonument voor alle Londenaren die gevochten hebben in de Eerste en Tweede Wereldoorlog. Verder is er nog een standbeeld te vinden van James Henry Greathead, de ingenieur die een belangrijke bijdrage leverde aan de bouw van de metro van Londen. 
Aan de zuidkant van Bank Junction staat sinds 1752 Mansion House, de residentie van de Lord Mayor of London (burgemeester van de City of London). Verder staan de volgende gebouwen vlakbij Bank Junction: de rechtbank van de City of London (Walbrook), No 1 Poultry, de Worshipful Company of Grocers (Princes Street) en de Worshipful Company of Mercers (Threadneedle Street). 

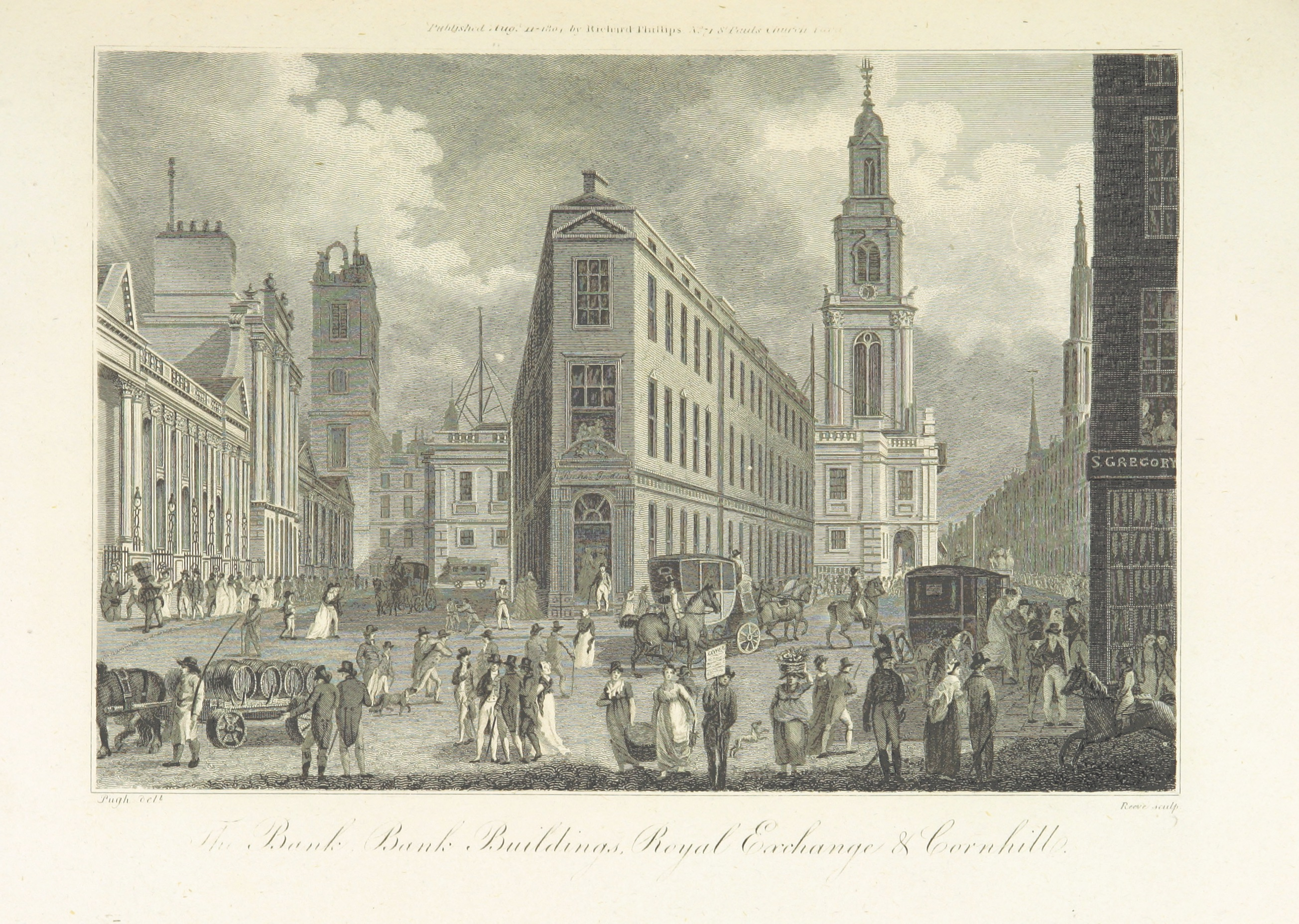
Bank Junction in 1804
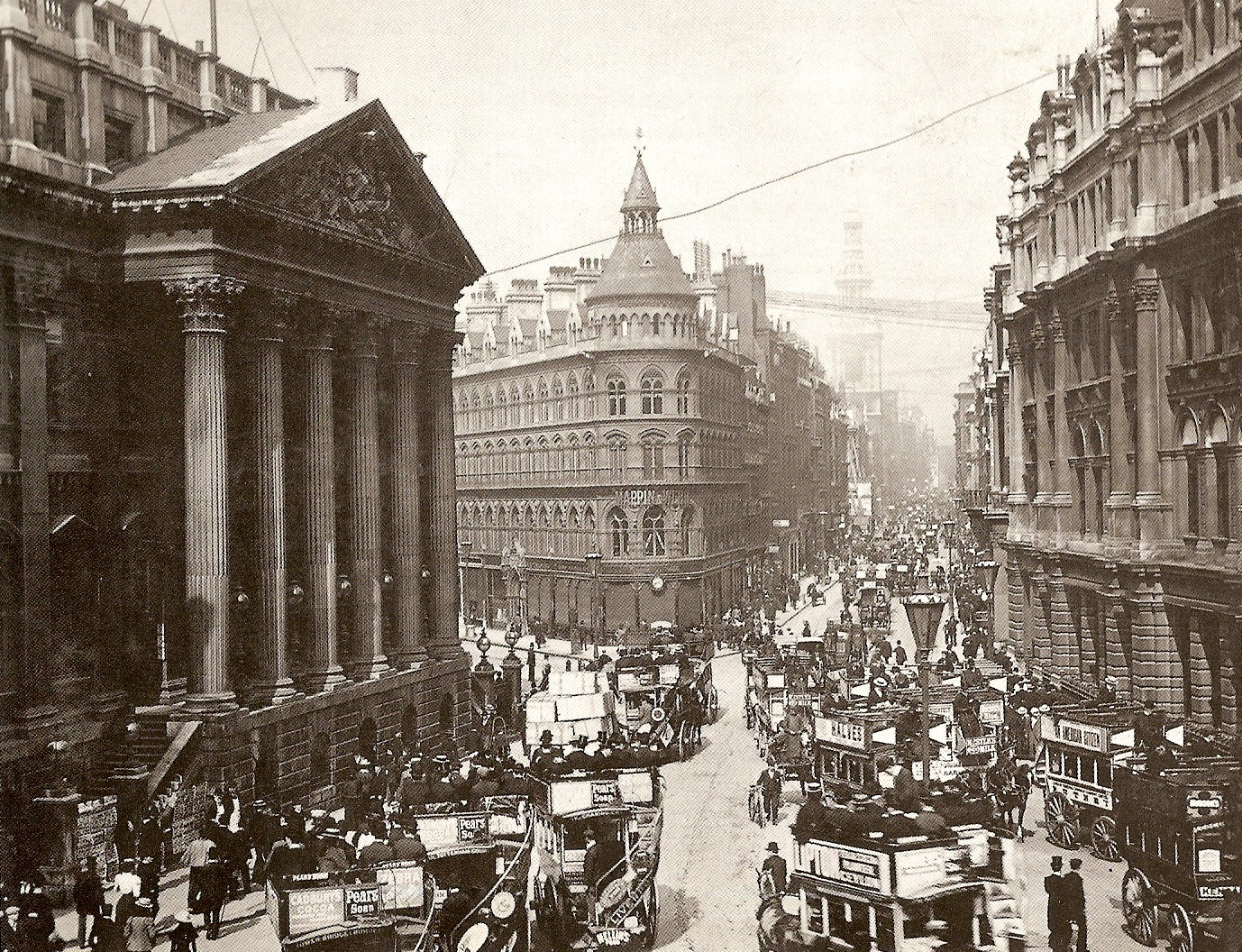
Bank Junction met Mansion House in 1902
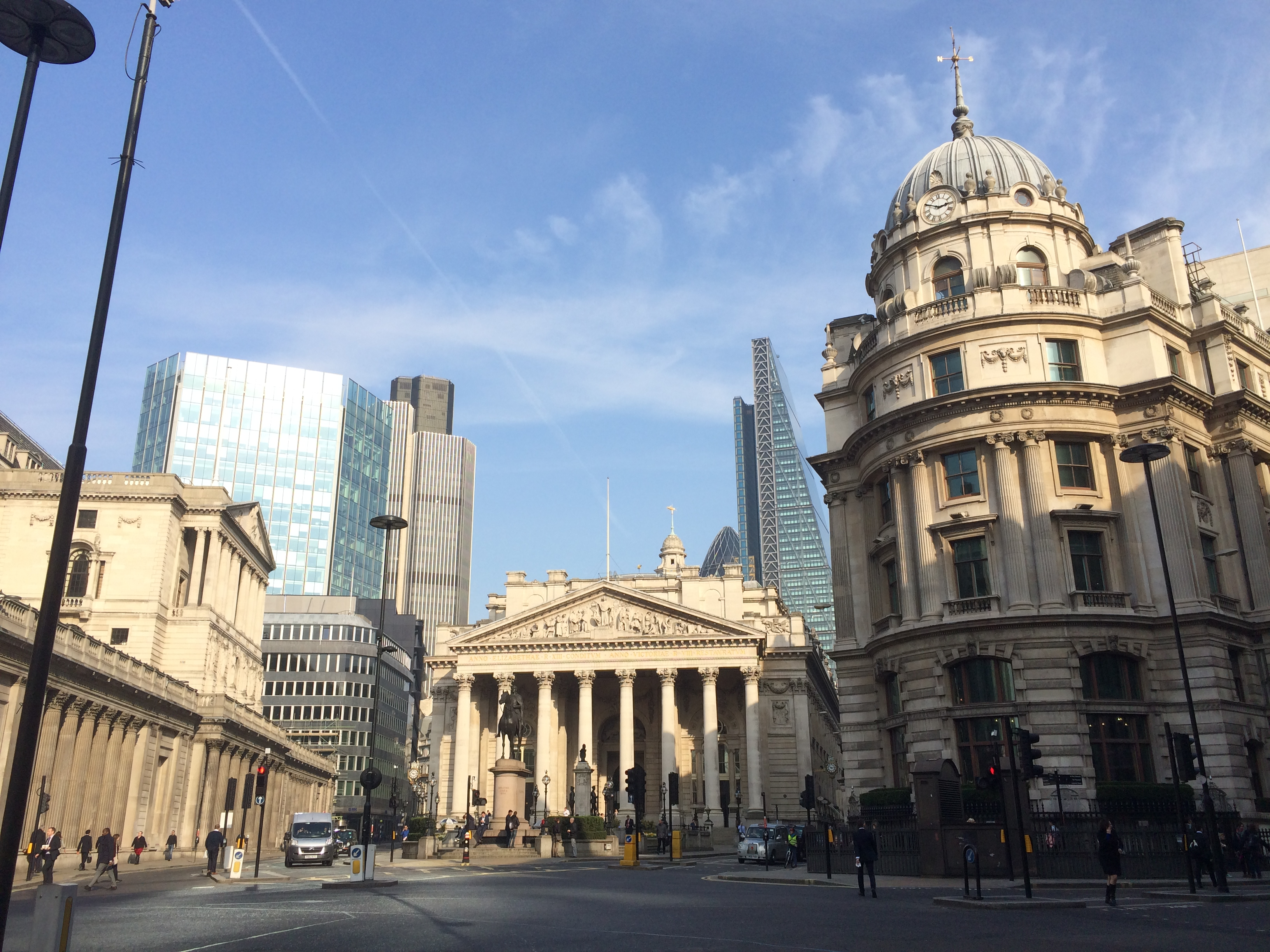
Bank Junction in 2014
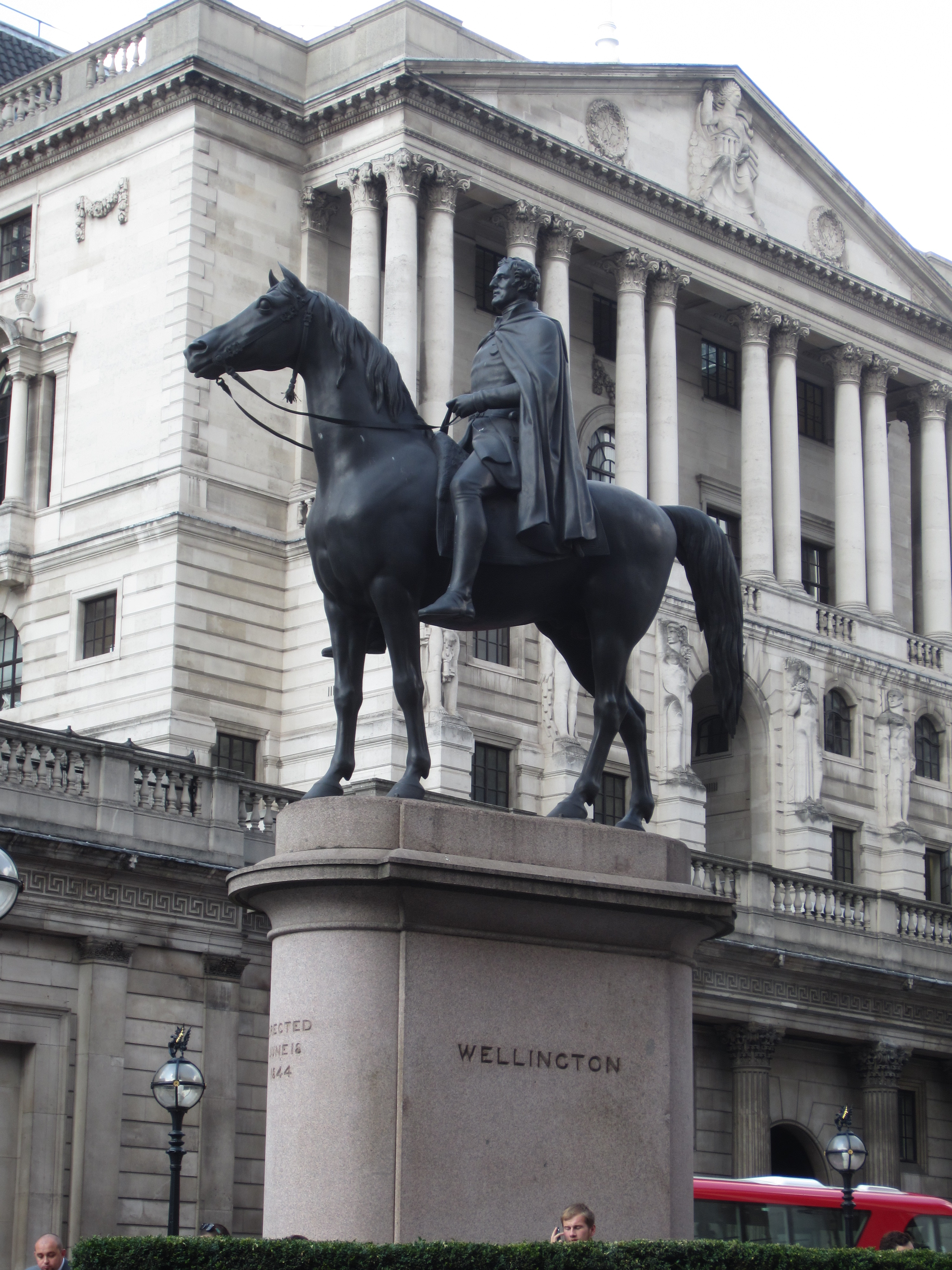
Standbeeld van de 1e hertog van Wellington
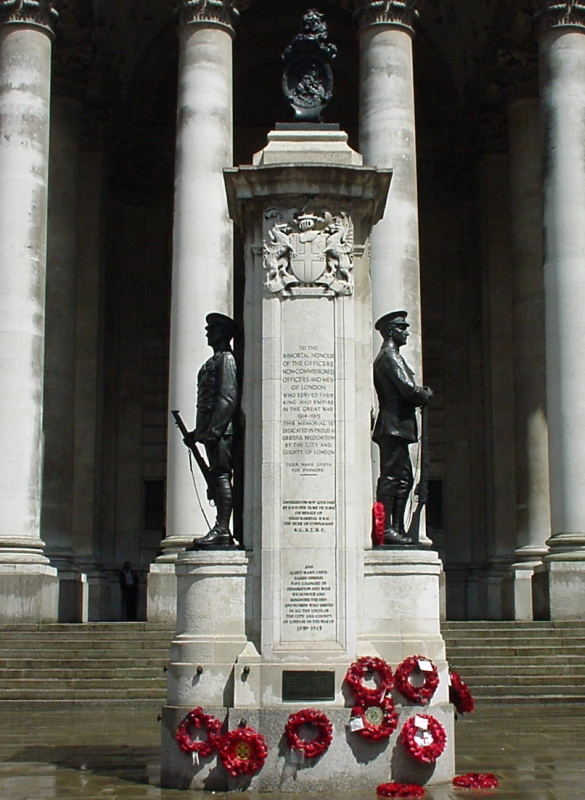
London Troops War Memorial
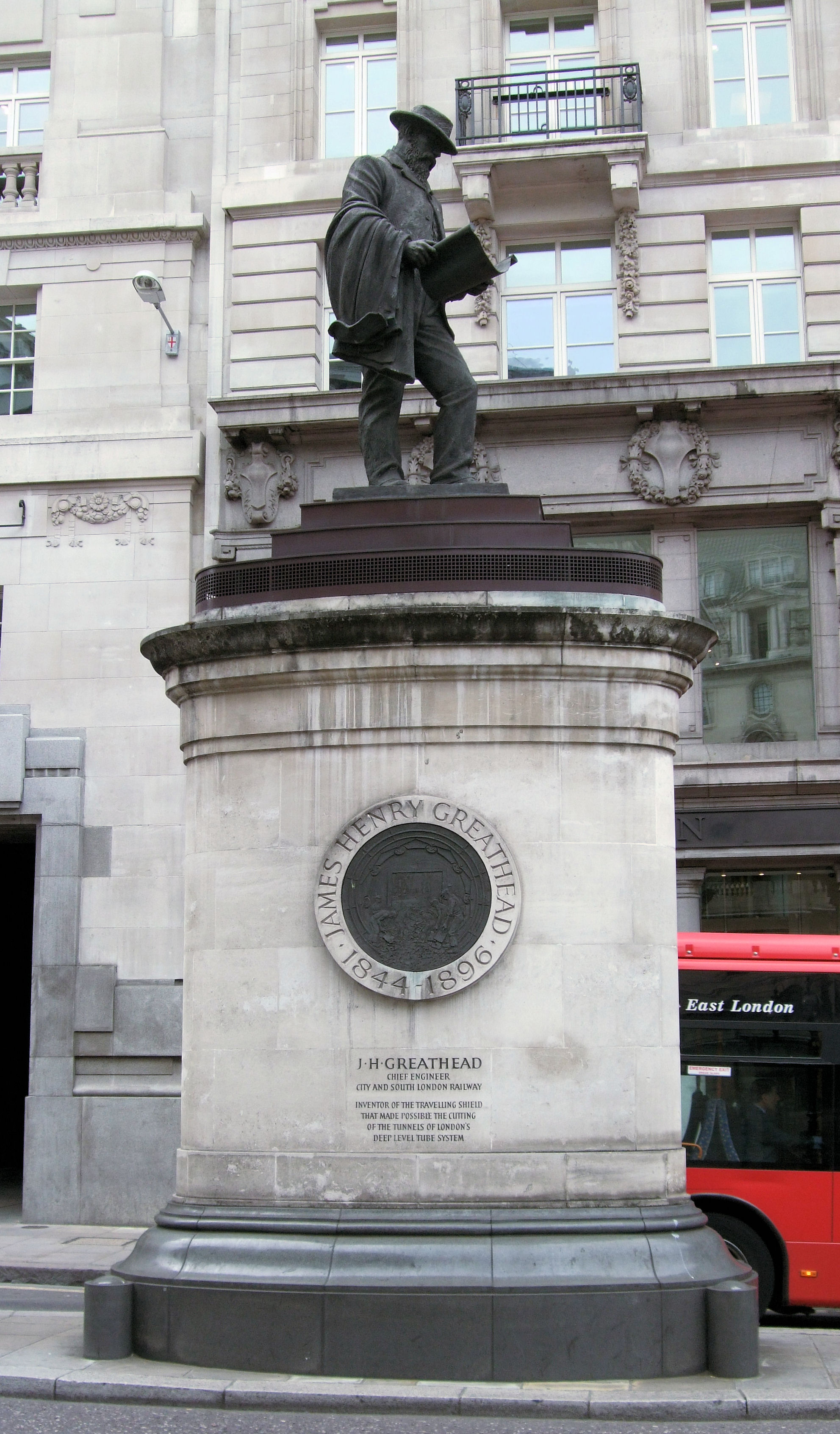
Standbeeld van James Hendry Greathead